# Acroria chloegrapha
Acroria chloegrapha är en fjärilsart som beskrevs av George Francis Hampson 1908. Acroria chloegrapha ingår i släktet Acroria och familjen nattflyn. Inga underarter finns listade i Catalogue of Life.